# Demon (Togo)
Pour les articles homonymes, voir Démon.
 (novembre 2018).
Si vous disposez d'ouvrages ou d'articles de référence ou si vous connaissez des sites web de qualité traitant du thème abordé ici, merci de compléter l'article en donnant les références utiles à sa vérifiabilité et en les liant à la section « Notes et références ».
Demon est une petite ville du Togo située dans la Préfecture de Bassar, dans la région de la Kara

## Géographie
Demon est situé à environ 58 km de Bassar

## Démographie
La population est formée majoritairement par l'ethnie Moba.

## Vie économique
- Coopérative villageoise